# Ville Tavio
Ville Tavio, född 25 juni 1984 i Villmanstrand, är en finländsk politiker (Sannfinländarna). Han är ledamot av Finlands riksdag sedan 2015. Tavio är jurist och företagare.
Tavio blev invald i riksdagen i riksdagsvalet 2015 med 6 847 röster från Egentliga Finlands valkrets.